# Wolfgang Frank
Wolfgang Frank (ur. 21 lutego 1951 w Reichenbach an der Fils, zm. 7 września 2013 w Moguncji) – niemiecki piłkarz, a także trener.

## Kariera piłkarska
Frank jako junior grał w zespołach TSV Schlierbach oraz VfL Kirchheim/Teck. Występował też w pierwszej drużynie Kirchheim, a w 1971 roku został zawodnikiem klubu VfB Stuttgart, grającego w Bundeslidze. Zadebiutował w niej 4 września 1971 w wygranym 3:1 meczu z 1. FC Kaiserslautern, a 18 września 1971 w wygranym 3:2 pojedynku z VfL Bochum strzelił swojego pierwszego gola w Bundeslidze. Graczem Stuttgartu był przez dwa sezony. W 1973 roku odszedł stamtąd do holenderskiego AZ Alkmaar, w którym spędził sezon 1973/1974 i wystąpił w tym czasie w 26 meczach Eredivisie.
W 1974 roku Frank wrócił do Niemiec, gdzie przez kolejne osiem sezonów występował w zespołach Bundesligi – Eintrachcie Brunszwik, Borussii Dortmund oraz 1. FC Nürnberg. Następnie w latach 1982–1984 grał w FSV Bad Windsheim i tam zakończył karierę.
W Bundeslidze Frank rozegrał 215 spotkań i zdobył 89 bramek.

## Kariera trenerska
Karierę szkoleniową Frank rozpoczął w Szwajcarii, gdzie prowadził amatorski zespół FC Glarus, pierwszoligowe kluby FC Aarau oraz FC Wettingen, a także drugoligowy FC Winterthur. W lutym 1994 został trenerem niemieckiego zespołu Rot-Weiss Essen, grającego w 2. Bundeslidze. W sezonie 1993/1994 spadł z nim do Regionalligi. Rot-Weiss Essen prowadził do końca sezonu 1994/1995.
Następnie Frank trenował 1. FSV Mainz 05 z 2. Bundesligi, a w kwietniu 1997 objął stanowisko szkoleniowca Austrii Wiedeń. Rok później, w kwietniu 1998 odszedł z klubu i wrócił do 1. FSV Mainz 05. Prowadził go do kwietnia 2000. W kolejnych latach trenował kluby MSV Duisburg (2. Bundesliga), SpVgg Unterhaching (Regionalliga/2. Bundesliga), FC Sachsen Leipzig (Oberliga), Farul Konstanca (Liga I), Kickers Offenbach (2. Bundesliga), Wuppertaler SV (Regionalliga), SV Wehen Wiesbaden (2. Bundesliga), FC Carl Zeiss Jena (3. Liga) oraz KAS Eupen (Tweede klasse).